# ラドヴィレ・モルクーナイテ

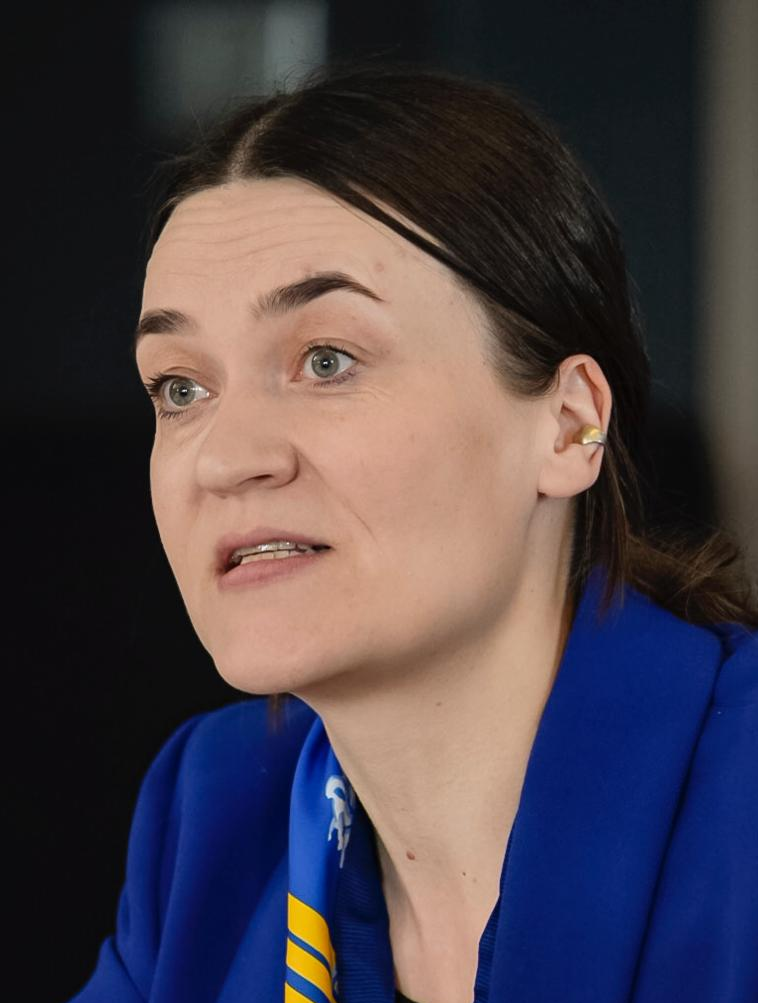
2025

ラドヴィレ・モルクーナイテ＝ミクレニエネ（Radvilė Morkūnaitė-Mikulėnienė、1984年1月2日 - ）は、リトアニアの音楽家で政治家。2009年からは欧州議会議員を務める。

## 経歴

### 学歴
1984年、リトアニア第二の都市カウナスで民俗誌学者の家庭に生まれる。父はエリギユス・モルクーナス (Eligijus Morkūnas) 博士。地方議会の議員も務めた。母はテオドラ・モルクーニエネ (Teodora Morkūnienė) 。
2002年、カウナス・J・ナウヤリス音楽高等学校を卒業し、2006年、リトアニア音楽演劇アカデミーを卒業、学位を取得。2008年、ヴィリニュス芸術アカデミー修士課程を修了した。

### 職歴
2001年、祖国同盟の党員となった。
2005年から2006年、国会議員のアウドロニウス・アジュバリスの顧問を務め、2006年から2007年には同じく国会議員のエドムンダス・プピニスの顧問秘書を務めた。2007年から2008年、ヴィリヤ・アレクナイテ＝アブラミキエネ国会議員の顧問秘書を務め、2008年からはヴィーガウダス・ウシャツカス外相の顧問を務めた。
2009年6月7日、欧州議会議員選挙にて祖国同盟＝リトアニアキリスト教民主党が4議席を獲得し、党内で4位だったモルクーナイテは欧州議会議員に選出された。
2014年5月25日、欧州議会議員選挙にて祖国同盟＝リトアニアキリスト教民主党が2議席を獲得し、党内で4位だったモルクーナイテは落選した。
2015年3月1日、ジルムーナイ選挙区で行われた国会議員補欠選挙に立候補。決選投票で自由運動所属のシャルーナス・グスタイニス候補に敗れ、落選。

## 人物
リトアニア語のほか、英語、ロシア語、イタリア語、ドイツ語に堪能。夫はミンダウガス・ミクレナス（Mindaugas Mikulėnas）。